# Monhegan
Monhegan é uma ilha litorânea, situada no condado de Lincoln, Estado do Maine, nos Estados Unidos da América.
A sua população, segundo o censo de 2000, era de 75 habitantes permanentes. E a economia da ilha está baseada na produção pesqueira e no cultivo agrícola, principalmente da batata.
Nos meses de verão, atraídos pelas belezas naturais da região, aparecem muitos pintores e eventuais turistas.
É conhecido o seu farol, construído em 1824. Bastante danificado pelo mar e pelas condições climáticas, em 1852 foi reconstruído no seu formado cônico, tal como pode ser encontrado ainda hoje. Em 1959 foi novamente reformado para receber o sistema da automatização.
Esse farol (e as construções que o cercam) foi modelo de uma das mais belas e conhecidas pinturas da artista brasileira Anita Malfatti quando visitou a Ilha Monhegan, juntamente com os colegas, levada pelo seu professor Homer Boss da Independence School of Art de Nova Iorque.